# Polystichum prolificans
Polystichum prolificans är en träjonväxtart som beskrevs av Cornelis Rugier Willem Karel van Alderwerelt van Rosenburgh. Polystichum prolificans ingår i släktet Polystichum och familjen Dryopteridaceae. Inga underarter finns listade.